# Friedrich Mißfeldt

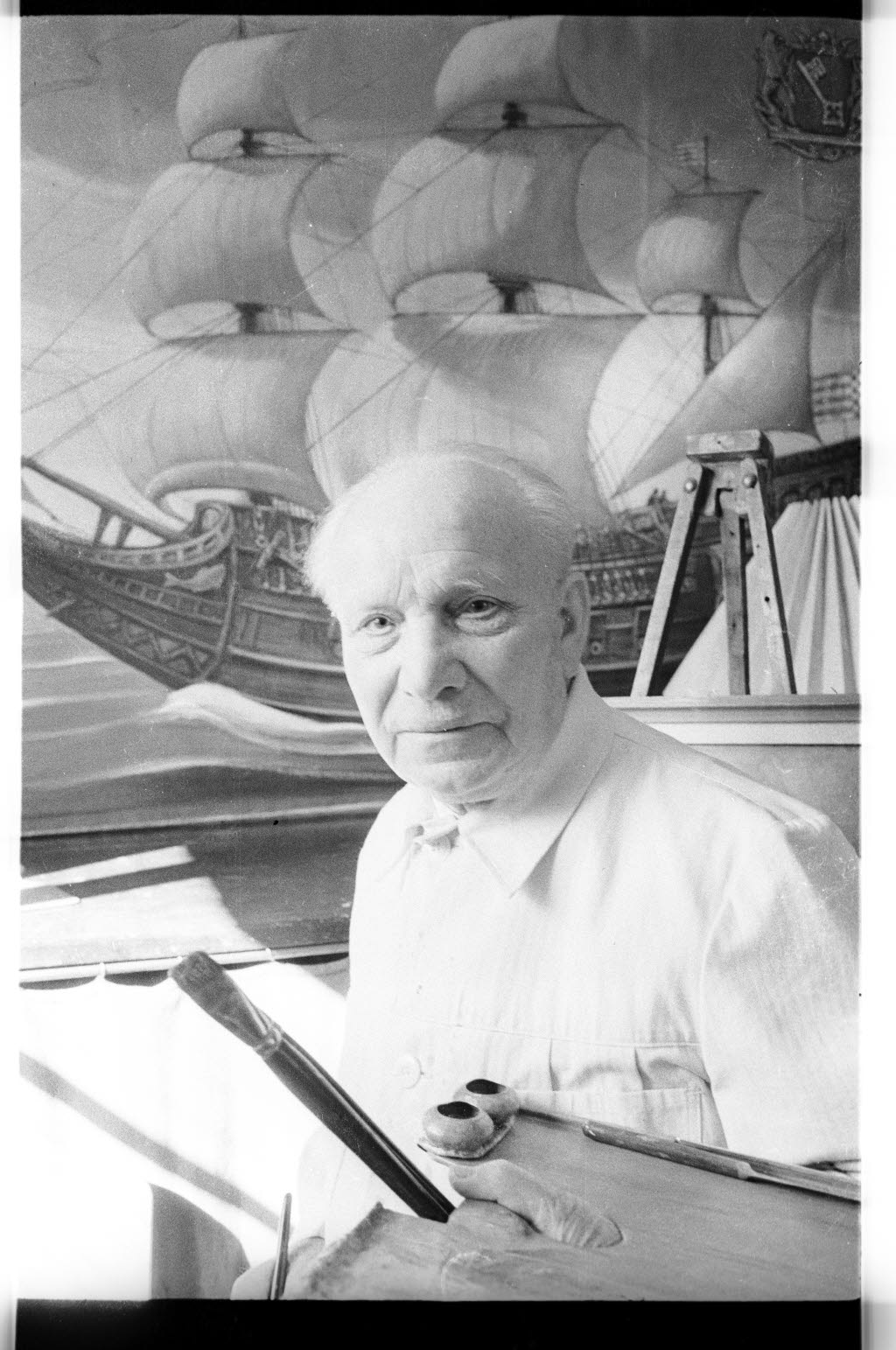
Friedrich Mißfeldt (1964)

Friedrich Mißfeldt (* 2. Oktober 1874 in Kiel; † 19. Juni 1969 in Schleswig) war ein deutscher Landschafts- und Porträtmaler.

## Leben
Mißfeldt wurde als Sohn eines Gastwirts geboren. Von 1890 bis 1893 machte er in Hamburg eine Ausbildung zum Dekorations- und Kirchenmaler und besuchte Abendkurse an der Hamburger Gewerbeschule. Anschließend war er in diesem Beruf in Hessen und Baden tätig und schrieb sich 1894 an der Kunstakademie Karlsruhe ein. Er schloss Freundschaft mit seinen Kommilitonen Wilhelm Laage und Emil Rudolf Weiß. Bis 1898 studierte er an der Akademie in Karlsruhe unter anderem bei Robert Poetzelberger, Carlos Grethe und Leopold von Kalckreuth. 1899 wechselte von Kalckreuth mit seinen Schülern an die Königliche Kunstschule nach Stuttgart. Mißfeldt wurde dort bis 1903 sein Meisterschüler, bevor er im gleichen Jahr nach Paris zog. Er studierte bis 1904 an der Académie Julian bei Jules-Joseph Lefebvre und Tony Robert-Fleury.

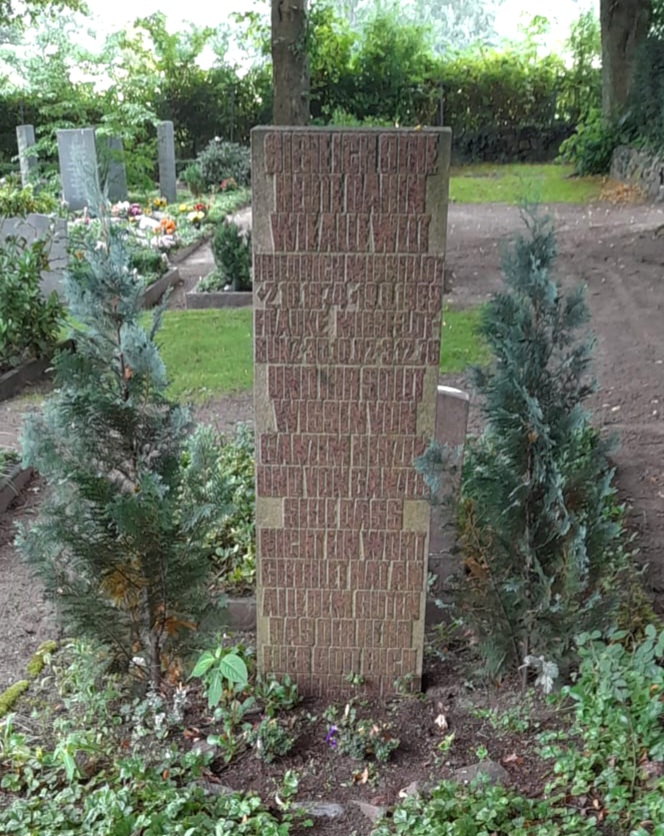
Grabstätte von Friedrich und Frauke Mißfeldt in Haddeby

Von 1905 bis 1906 lebte Mißfeldt bei seinem Bruder, dem Bildhauer Heinrich Mißfeldt (1872–1945) in Berlin, bevor er 1907 ein Angebot annahm, Lehrer an der Städtischen Handwerker- und Kunstgewerbeschule (der späteren Muthesius Kunsthochschule) in Kiel zu werden. 1914 bis 1918 war er Soldat im Ersten Weltkrieg. 1920 heiratete er die Malerin Frauke Missfeldt-Bünz (1882–1976). Als Vorsitzender der Schleswig-Holsteinischen Kunstgenossenschaft polemisierte er in den 20er Jahren gegen Arthur Haseloff, den Geschäftsführer des Schleswig-Holsteinischen Kunstvereins, weil er die Belange der regionalen Künstler in den Ausstellungen der Kunsthalle zu Kiel nicht ausreichend berücksichtigt sah. Friedrich Mißfeldt war Mitglied im Deutschen Künstlerbund, im Altonaer Künstlerverein und im Kieler Künstlerverein. Er lebte und arbeitete als freier Maler in Kiel, Lehraufträge nahm er nur nebenberuflich an. 1965 zog er zu seinen Töchtern nach Schleswig, wo er 1969 verstarb und auf dem Friedhof der Kirchengemeinde Haddeby beerdigt wurde.

## Werk
Mißfeldt wurde vor allem als Landschafts- und Porträtmaler bekannt, er fertigte jedoch auch großformatige Wandmalereien für Kirchen und zeichnete Buchillustrationen. Die 24 Originalzeichnungen für die Ausstattung von Gustav Fr. Meyer Schleswig-Holsteinische Volkslieder (Hans Ruhe Verlag, Altona, 1927) befinden sich in den Schleswig-Holsteinischen Landesmuseen Schloss Gottorf Schleswig. Es sind von ihm auch zahlreiche Textilentwürfe für Webereien bekannt. 1936 erhielt er den Auftrag, zwei Wandbilder im Haus Kiel des olympischen Dorfs der Olympischen Sommerspiele 1936 in Berlin auszuführen. Werke des Künstlers enthalten die Sammlungen im Städtischen Museums Flensburg, im Nordfriesischen Museum. Nissenhaus Husum, in der Schleswig-Holsteinischen Landesbibliothek, Kiel, im Kieler Stadt- und Schifffahrtsmuseum und der Kunsthalle zu Kiel. 2012 würdigte ihn das Kieler Stadt- und Schifffahrtsmuseum mit einer umfangreichen Einzelausstellung. Gelegentlich sind Arbeiten des Künstlers im Auktionshandel anzutreffen.
Am 6. Oktober 2019 wurde eine Folge der Sendung Lieb & Teuer des NDR ausgestrahlt, die im Schloss Reinbek gedreht und von Janin Ullmann moderiert wurde. Darin wurde mit der Gemälde-Expertin Ariane Skora und dem Enkel Friedrich Mißfeldts Knut Giesche ein Ölgemälde von Mißfeldt besprochen, das den Titel Mutterglück trägt. Es zeigt Mißfeldts Ehefrau Frauke mit der ersten gemeinsamen Tochter auf dem Arm, die später die Mutter des Enkels Knut Giesche wurde.